# Georg Scultetus
Georg Scultetus (właściwie Georg Schulz; ur. ok. 1560 w Jabłonowie; zm. 17 września 1613) – biskup rzymskokatolicki, biskup tytularny Lyddy, biskup pomocniczy wrocławski w latach 1604–1613.
Georg Schulz był synem Michael Schulza i Hedwig Habicht. Swoje nazwisko latynizował jako Scultetus. Studiował na uniwersytecie w Ołomuńcu. W 1577 otrzymał niższe święcenia. W tym samym roku został kanonikiem kapituły katedralnej we Wrocławiu, a w 1781 kanonikiem głogowskim. W latach 1580–1586 studiował teologię w Rzymie. 21 kwietnia 1586 w Perugii otrzymał doktorat. Naukę uzupełniał w seminarium duchownym w Nysie. W 1594 otrzymał probostwo w Wiszni Małej. Dwa lata później został opatem klasztoru św. Wincentego we Wrocławiu. Wówczas zrzekł się beneficjum proboszczowskiego.
3 marca 1603 został mianowany biskupem tytularnym Lyddy i biskupem pomocniczym wrocławskim. 6 stycznia 1604 otrzymał w Nysie święcenia biskupie. W 1606 uzyskał tytuł radcy cesarskiego. W 1611 w imieniu cesarza posłował do króla Zygmunta III Wazy.